# Stragula
Stragula (von lateinisch stragulum ‚Teppich, Decke‘, Plural: stragula) ist eine Linoleum-Imitation. Sie besteht aus imprägnierter Bitumenpappe, die vorzugsweise mit verschiedenfarbigen eingedickten Ölfarben in verschiedenen Mustern bedruckt wird. Stragula wurde von den Deutschen Linoleum-Werken hergestellt und war preiswerter als Linoleum. Es wurde überwiegend als Meterware zum Auslegen ganzer Räume verkauft; es gab aber auch Stragula-Läufer oder -stücke, deren Muster die von Orientteppichen nachahmten. Vor 1970 wurde in einigen Produkten geringe Mengen an Asbest eingesetzt. Durch die starke Verbindung der Asbestfasern mit dem Bodenbelag geht hiervon keine akute Gefahr aus.
Seit den 1970er Jahren wurde es durch den Kunststoff PVC weitgehend verdrängt, weil dieser kostengünstiger zu produzieren und obendrein haltbarer war. Stragula wurde häufig falsch gepflegt, mit Bohnerbesen und Bohnerwachs. Dadurch löste sich die Ölfarbenbedruckung ab. Für Stragula, Balatum oder Bedola gab es eine Art Flüssigwachs. Die Böden durften nur mit dem Lappen poliert werden.
Konkurrenzprodukte zu Stragula waren Balatum und Bedola. Beim Balatum bestand der Träger aus Wollfilz im Gegensatz zur Pappe bei Stragula und Bedola.